# Suchomasty
Suchomasty település Csehországban, a Berouni járásban. Suchomasty Málkov, Vinařice, Tmaň, Bykoš, Koněprusy, Měňany és Libomyšl településekkel határos. Lakosainak száma 535 fő (2024. január 1.).

## Népesség
A település lakosságának változását az alábbi diagram mutatja:
| Lakosok száma | 640  | 622  | 753  | 572  | 555  | 466  | 468  | 478  | 496  | 535  |
|               | 1869 | 1890 | 1921 | 1950 | 1980 | 2001 | 2017 | 2019 | 2022 | 2024 |